# Фортечна стіна

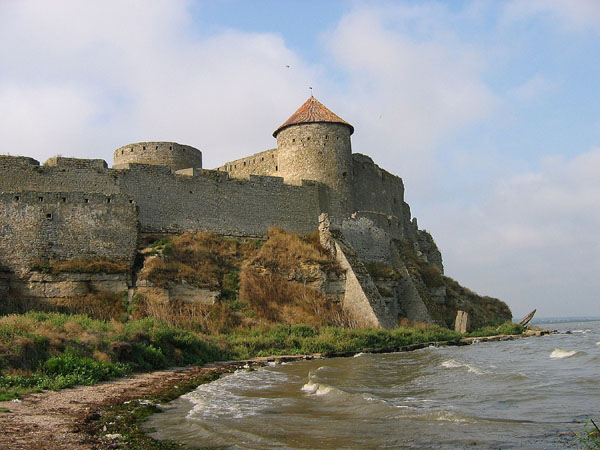
Фортечні мури Білгород-Дністровської фортеці.

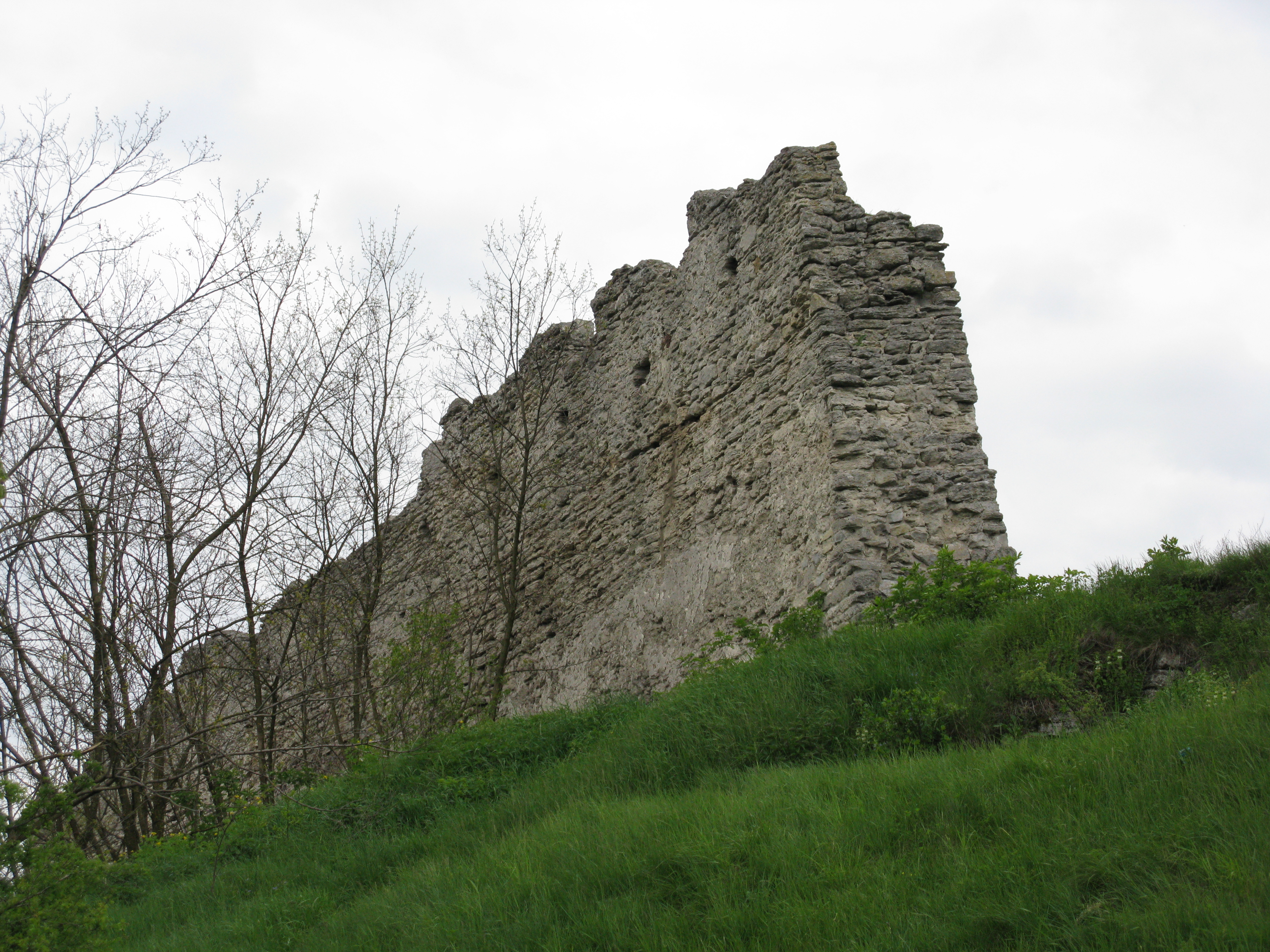
Залишки оборонного муру Кременецького замку

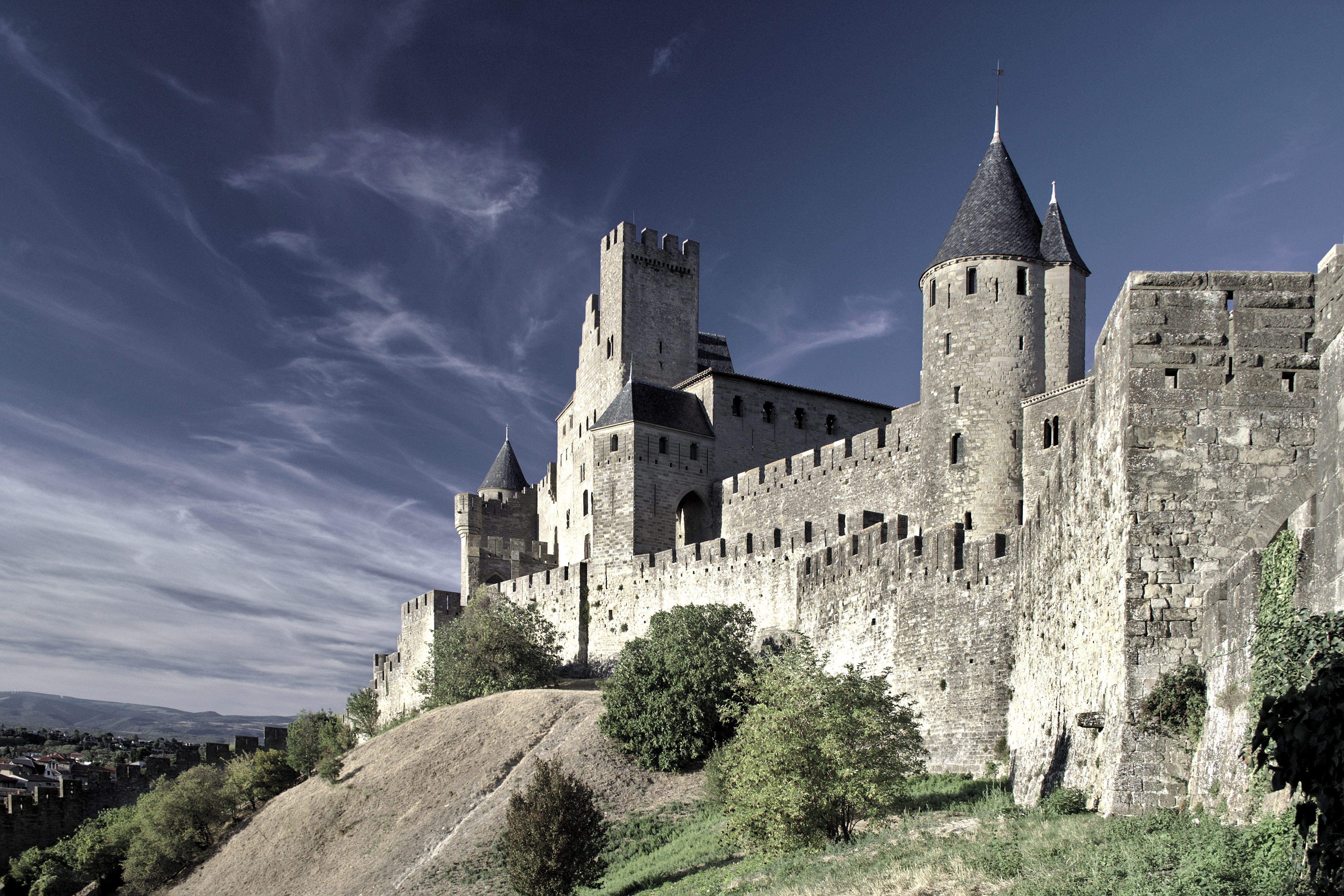
Мури Фортеці Каркассонн

Оборонний мур — додатково укріплена стіна — зазвичай товстіша і вища. Може мати бійниці і зубці. Оборонний мур зазвичай з'єднує вежі фортеці. У Середньовіччі оборонні мури оточували фортеці, замки, монастирі, міста.